# ハーフ (混血)
ハーフ（英: Hāfu）は、片方が日本人であり、もう片方が日本人ではない両親の間に生まれた人を指す語。英語で2分の1を意味する "Half" に由来する和製英語である。

## 概要
日本語の文脈において単に「ハーフ」という場合、「半分、日本人」、あるいは「和人とその他の民族を両親として生まれた人」とする呼称とされる。日本人に限らない、人種または民族が異なる両親の間に生まれた人を指す「混血」とは区別される。
日本は依然として単一の民族が国民の多くを占めている国家であり、したがって両親のいずれかが非日本人であるために外見が異なる人々は注目を集める傾向にある。ハーフは、その容姿や両親がそれぞれ経てきた文化の違いなどから自己同一性の確立に苦慮する可能性があり、社会的情勢による両民族（両国家）間の関係性からも大きな影響を受けることになる。しかし、複数のハーフのスポーツ選手や芸能人などの活躍によりハーフの存在感は高まり、多民族社会への転換に伴い、ハーフへの認識は変化しつつある。

## 歴史

### 言葉の歴史
「ハーフ」という語は、もとは蔑称であり、神奈川県横浜市で生まれ育った作家、北林透馬が1930年に発表した小説『街の國際娘』で初めて使用された。
戦後、1960年代からは横浜以外の地域にも広まり始め、当時活躍した横浜出身のグループ・サウンズバンド「ザ・ゴールデン・カップス」や、その後1970年代に活躍したハーフ女性のアイドルグループ「ゴールデンハーフ」の名称から全国的に広まったとされる。

### 先史時代から中世
もともと、現代の大和民族は先住民族の縄文人と大陸移民の弥生人の「ハーフ」とされている。弥生人は、 東アジア（主に中国・朝鮮半島・シベリア等）からの移民の混血（1,000 BCE〜300 CE）であった。和人の縄文人のゲノムは20パーセント未満とされる。
ヤマト王権～倭国～日本が成立する頃になると、熊襲・蝦夷・隼人などの中央に従わない少数民族も、ほとんどが大和民族として同化していった。地理的に外国との交流が多くなく、「渡来人（白村江の戦いで滅んだ百済遺民等）」と呼ばれている移民があった程度で、今日的な意味での国際間混血カップル、「ハーフ」は古代・中世の封建的な日本では極稀であったとされている。

ただし和人と他の東アジアおよび東南アジアの人々の間には、アジアのカップルが混在していた。飛鳥時代や奈良時代には留学生として唐に渡り、現地の人と家庭を築くこともあった。中にはその子弟が日本に渡ることがあった。代表的な例として
秦朝元がいる。彼は弁正と唐人女性との間に生まれたとされる。
鎌倉時代になると、日宋貿易で博多に宋商人と日本人との混血児が誕生した。室町時代には東アジア以外からの混血児も誕生した。代表的な例として楠葉西忍がいる。
戦国時代になるとポルトガルやスペインの商人と日本人との間に子供ができることもあり、例としては母がオランダ人との伝承を持つ、和仁親宗である。

### 近世

#### 江戸時代

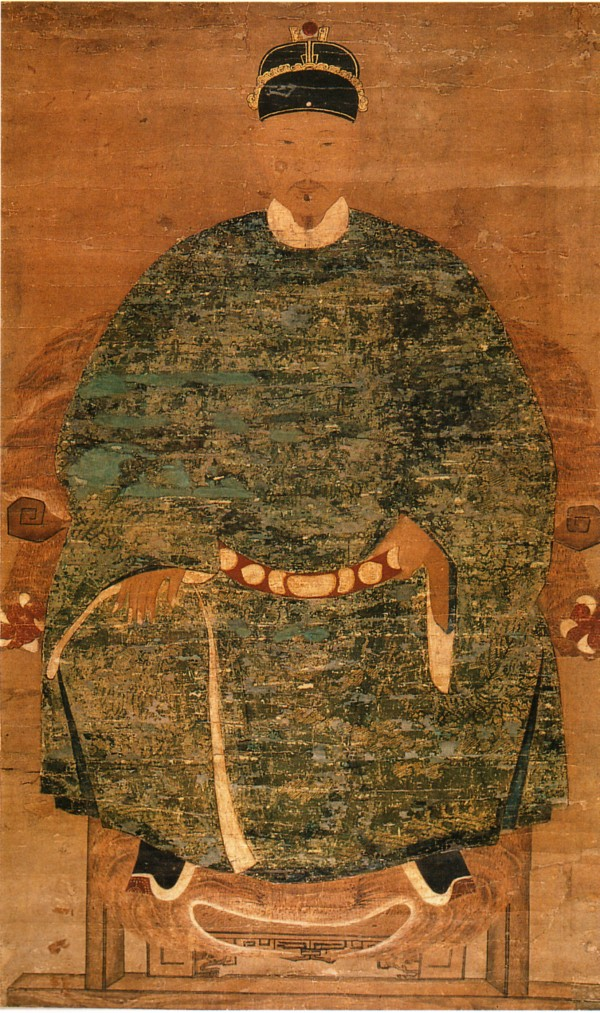
鄭成功は中国の君主と日本人のハーフ

オランダ東インド会社の航海士であったイギリス人のウィリアム・アダムスは、1600年4月に日本に定住、外国人でありながら旗本の階級を与えられ、武士として生活した。彼は日本人女性と結婚し、「ハーフ」であるジョゼフとスザンナの2人の子供を授かっている。

### 近代

#### 太平洋戦争前
明治維新以降、人種間での国際結婚の事例が散見されるようになり、今日的な意味での「ハーフ」が続々と誕生していった。戦前生まれの著名なハーフに、倉場富三郎、楠本イネ、リヒャルト・クーデンホーフ＝カレルギー、英子セオドラ尾崎、15代目市川羽左衛門、鈴木勝、陸奥イアン陽之助、来栖良、東郷いせ、マリコ・テラサキ・ミラー、稲垣巌、兼高かおる、渡邉暁雄、鰐淵晴子などがいる。なお当時の欧米系外国人との間のハーフには上流階級の家柄が多く、夏になると軽井沢などの外国人避暑地に集い、特有のコミュニティを形成していた一方、普段はその容姿の物珍しさから級友らにからかわれ孤独な存在でもあったとされる。そのほか、脱亜論者の福沢諭吉や高橋義雄によって、欧米人と混血することによる人種改良といった優生学的な主張がされた。
また1899年には、アイヌ民族の同化政策がとられ、周縁化されていたアイヌ民族の土地、言語、宗教、文化などが日本政府により同化されていった。その結果、アイヌ民族と大和民族の系譜を持つ人たちが多く存在する。因みにアイヌ民族自体も縄文人と古代オホーツク人（ニヴフやツングースなど北方アジアの先住民の系統）の混血である。

### 現代の時代

#### 太平洋戦争後の昭和
日本とアジアでは米軍兵士のアメリカ人の父親と現地人の間に生まれた「ハーフ」が増えた。これらの子供たちはアメラジアンと呼ばれた。1952年の推定では、5,000から10,000人の子供が日本人とアメリカ軍人との間に生まれた。また、そういった子供は、非嫡出子である事も多く、親族や地域社会からの排斥などといった強いスティグマが母親や子供に科され、人種差別や戦後の混乱なども相まって、子供が養子に出される事も多かった。特にアフリカ系アメリカ人との間にできた子供は、肌の色が一般の日本人からかけ離れていることもあって、さらに強いスティグマが科された。フランシスコ会によって運営される横浜の孤児院、聖母愛児園は1946年に開園し、1948年には126人のアメリカ軍人の父を持つ子供を引き受けていた。また、大磯町にある孤児院は沢田美喜という日本人女性によって開かれ、700人以上のアメリカ人と日本人の子供たちを世話しており、そのいずれもアメリカ人の父親の訪問も支援も受けていなかった。

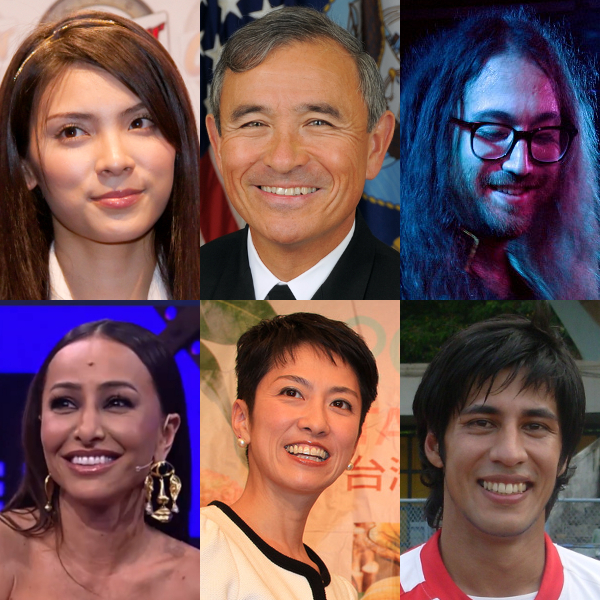
左上から時計回り： 秋元才加、ハリー・B・ハリス・ジュニア、ショーン・レノン、和泉新、蓮舫、サブリナ・サトウ。

#### 平成・令和
平成の少し前である1980年代には、外国生活の経験がある日本人女性タレントを「バイリンギャル」と称したブームが起きたが、日本社会が国際社会への窓を閉じていくにつれ、本場の英語を話す外国かぶれのバイリンギャルよりも、完璧な日本語を話せる白人・アジア人ミックスの「ハーフ」美女の方に人気が移っていった。
昭和から平成にかけて、日本におけるハーフのファッショナブルなイメージは、特に日本のメディアでのハーフの出現の増加とともに顕著になっていった。ハーフは恵まれていてスタイルが良いイメージがあり、テレビに出演していたり、ファッション雑誌のページでの露出も多い。あまりのブームに、中には純粋な日本人でありながらハーフ風の芸名を付けて活動する者がいるほどであった。ポリティカル・コレクトネスの観点から「ハーフ」の語を「ミックス」「ダブル」などと言い換える動きもあるが、「ミックス」の方が露骨な響きもあり、言い換える必要があるのか疑問との声も強い。
マスメディアにおいては、「ハーフ」は後述の「混血児、合いの子」と共に差別語として「使わない」あるいは「使用を避ける」となっており、言い換えは「父が日本人で、母がフィリピン人」（秋元才加の例）のように具体的に記述する。なお「混血」の語は歴史的・人類学的文脈では使う場合もあり、「ハーフ」は当事者が自称する場合は許容されるが、乱用はしないこと、としている。
2013年に日本で生まれた100万人の子供のうち、2.2％が日本人以外の親であった。日本政府は人種・民族に関する統計を出さないが、厚生労働省によると、現在日本で生まれた赤ちゃんのうち、49人に1人は日本人以外の親の家族に生まれているとしている。欧米人男性と結婚する日本人女性が減少した一方で、アジア系外国人女性と結婚する日本人男性が増加したため、日本人の国際結婚は日本人男性の方が3倍多く、日本人女性の国際結婚率は1%にも満たない。また、東南アジア、特にフィリピン、インドネシア、マレーシア、シンガポール、タイなどで、日本人の祖先を持つ人が多く存在する。
21世紀においては、「ハーフ」に対するステレオタイプと差別は、彼らのアイデンティティ、行動、外観が和人のそれと異なることに基づくとされる。日本人と他のアジア諸国の人との間の国際結婚においては、人種差別や過去の歴史問題が大きな影響を及ぼすであろう。
2013年4月に公開されたドキュメンタリー映画「Hafu：The Mixed-Race Experience in Japan」は、「ハーフ」と呼ばれている５人の日本人の経験に関するもので、彼らが直面するアイデンティティ、多文化主義、人間関係、苦難、ステレオタイプの問題を扱っている。
近年、日本人の国際結婚は減少しており、「ハーフ」は今後減少傾向となることが予想される。また日本社会での「ハーフ」は少数である。上記の通り、日本政府は人種や民族に関するデータを収集しないため、公式の人口調査データは存在しない。

## 関連用語
- あいのこ（漢字表記は「合の子」「合いの子」「間の子」）は、１ 混血児。２ 異種生物の間に生まれた子。３ 二つのものの特質を備えていて、どちらともつかない中間のもの[32]。 現在の日本ではほとんど使用されていない。

  - 差別意識の根強かった日本では、「あいのこ」という表現は差別の歴史と関連しており、特に一部の「純血主義」に凝り固まった人々が「純日本人」でないとみなし、特定の感情を込めて使った。現在ではこうした用法は不適切であり、マスメディアでは前述のように「あいのこ」「合いの子」は差別語とされている。
  - ラテンアメリカ、特にブラジルでも ainoco という言葉は使われている[要出典]。
- 混血児 - 人種の異なる父母の間に生まれた子供[33]（児童）。日本では主に1960年代に使用された。「軽蔑的な用語」との指摘[34]もある。
- メスティーソ - 一般的には「スペイン人の血筋が正統な血筋」と考えた上で「スペイン人以外との混血」という意味。日系人だけでなく、アジア系とヨーロッパ系のルーツを持つ人や、アジア系とアフリカ系のルーツを持つ人などにも使われる。
- ダブル - 「ハーフ」という差別用語に含まれる、問題のある考え方への反省に立って使われるようになった言葉[35]。
- クォーターは、片一方がミックスルーツの親を持つ人を指す語。この用語は英語で4分の1を意味する "quarter" に由来する和製英語であり、つまり祖父母4人のうちのひとりが他民族であることを指す。